# Mike Hooper
Michael Dudley "Mike" Hooper (Bristol, 10 februari 1964) is een Engels voormalig betaald voetbaldoelman.

## Clubcarrière
Hooper was gedurende zijn carrière reservekeeper bij Liverpool en Newcastle United. Hij slaagde er niet in dat statuut van zich af te schudden. In de pikorde op Anfield stond hij achter Bruce Grobbelaar, een Zimbabwaan bekend om zijn "spaghettibenen" bij strafschoppen om tegenspelers op het verkeerde been te zetten, maar later verdrong ook David James hem naar de achtergrond.
Bij zijn volgende club, Newcastle, stond hij onder leiding van Kevin Keegan altijd in de schaduw van de Tsjech Pavel Srníček en nog later de Trinidiaan Shaka Hislop.
Hooper belandde bij Liverpool na een uitstekend seizoen bij Wrexham (1985). Hooper won viermaal de FA Charity Shield in acht seizoenen bij Liverpool. Hij heeft geen medaille gekregen voor de andere nationale prijzen die de club in die periode heeft gewonnen aangezien hij ofwel niet deel uitmaakte van de selectie ofwel niet genoeg wedstrijden speelde. Met Newcastle werd hij twee keer tweede van de Premier League. Hooper werd daarnaast uitgeleend aan Leicester City (1990, door Liverpool) en Sunderland (1995, door Newcastle United). In 1996 beëindigde Hooper zijn loopbaan, die begon bij Bristol City in eigen regio.

## Erelijst
| Competitie                |           |                        |
| Competitie                | Aantal    | Jaren                  |
| Liverpool                 | Liverpool | Liverpool              |
| ------------------------- | --------- | ---------------------- |
| Football League Super Cup | 1×        | 1986                   |
| FA Charity Shield         | 4×        | 1986, 1988, 1989, 1990 |

## Trivia
- Hooper bezit een hoger diploma Engelse literatuur, dat hij behaalde aan de universiteit van Swansea.[6]